# Пстрина
Пстрина (слч. Pstriná) насељено је мјесто са административним статусом сеоске општине (слч. obec) у округу Свидњик, у Прешовском крају, Словачка Република.

## Становништво
| Година:    | 1994. | 2004.    | 2014.   | 2024.   |
| ---------- | ----- | -------- | ------- | ------- |
| Број људи: | 89    | 59       | 60      | 65      |
| Разлика:   |       | -33,70 % | +1,69 % | +8,33 % |

| Година:    | 2023. | 2024.    |
| ---------- | ----- | -------- |
| Број људи: | 59    | 65       |
| Разлика:   |       | +10,16 % |

Према подацима о броју становника из 2024. године насеље је имало 65 становника.